# Circondario autonomo dei Nenec
Il circondario autonomo dei Nenec (in russo Не́нецкий автоно́мный о́круг?, Néneckij avtonómnyj ókrug; in nenec Ненецие" автономной округ, Nenecie" avtonomnoj okrug), noto anche come Nenezia (in russo Нене́ция?, Nenécija), si trova in Russia, e il suo territorio è compreso nell'oblast' di Arcangelo. La lingua nenec, ivi parlata, ha status ufficiale insieme al russo.

## Geografia antropica

### Suddivisioni amministrative
La struttura amministrativa del circondario autonomo comprende: 
- 1 solo distretto, il Zapoljarnyj rajon;
- 1 città di importanza distrettuale, Nar'jan-Mar, capoluogo del circondario;
- 1 insediamento di tipo urbano di importanza regionale, Iskatelej.

## Geografia fisica
Il circondario autonomo dei Nenec si estende nell'estrema parte nordorientale della Russia europea e, di conseguenza, del territorio europeo; dal punto di vista geografico, si estende in longitudine dai 43° E ai 65° E, mentre in latitudine va dai 66° N a quasi 71° N.

### Territorio
Il territorio si presenta per la quasi totalità completamente piatto e paludoso o al più leggermente ondulato, come conseguenza dell'azione di "spianamento" esercitata dai ghiacciai che hanno a più riprese ricoperto l'intera area fino all'ultima grande glaciazione. Le maggiori aree pianeggianti, quasi sempre interessate dalla tundra artica, si estendono nella zona occidentale e in tutta la parte centrale (dove si estendono la Bol'šezemel'skaja Tundra, o "Tundra della grande terra", e la Malozemel'skaja Tundra, o "Tundra della piccola terra"); le uniche aree movimentate sono date dalle propaggini settentrionali dei monti Timani (che culminano a 301 metri), dall'altopiano del Paj-Choj, nell'estremo nordest (culminante a 467 m), e dalle alture di Čërnyšev nel sudest.
Il territorio si apre, a nord e a ovest, verso il mare di Barents e numerosi bacini ad esso appartenenti; è bagnato dal Mar Bianco ad ovest, dal mare della Pečora a nord e dal mare di Kara a nordest, mentre le maggiori insenature sono date dal golfo di Čëša, dalla baia della Pečora e, ad ovest, dal golfo del Mezen'. La costa è fronteggiata dalle due grosse isole di Kolguev e Vajgač; la cosiddetta Porta di Kara separa quest'ultima dalla Novaja Zemlja. Spiccano nella linea di costa le due grosse penisole di Kanin ad ovest e della Jugra ad est.

### Idrografia

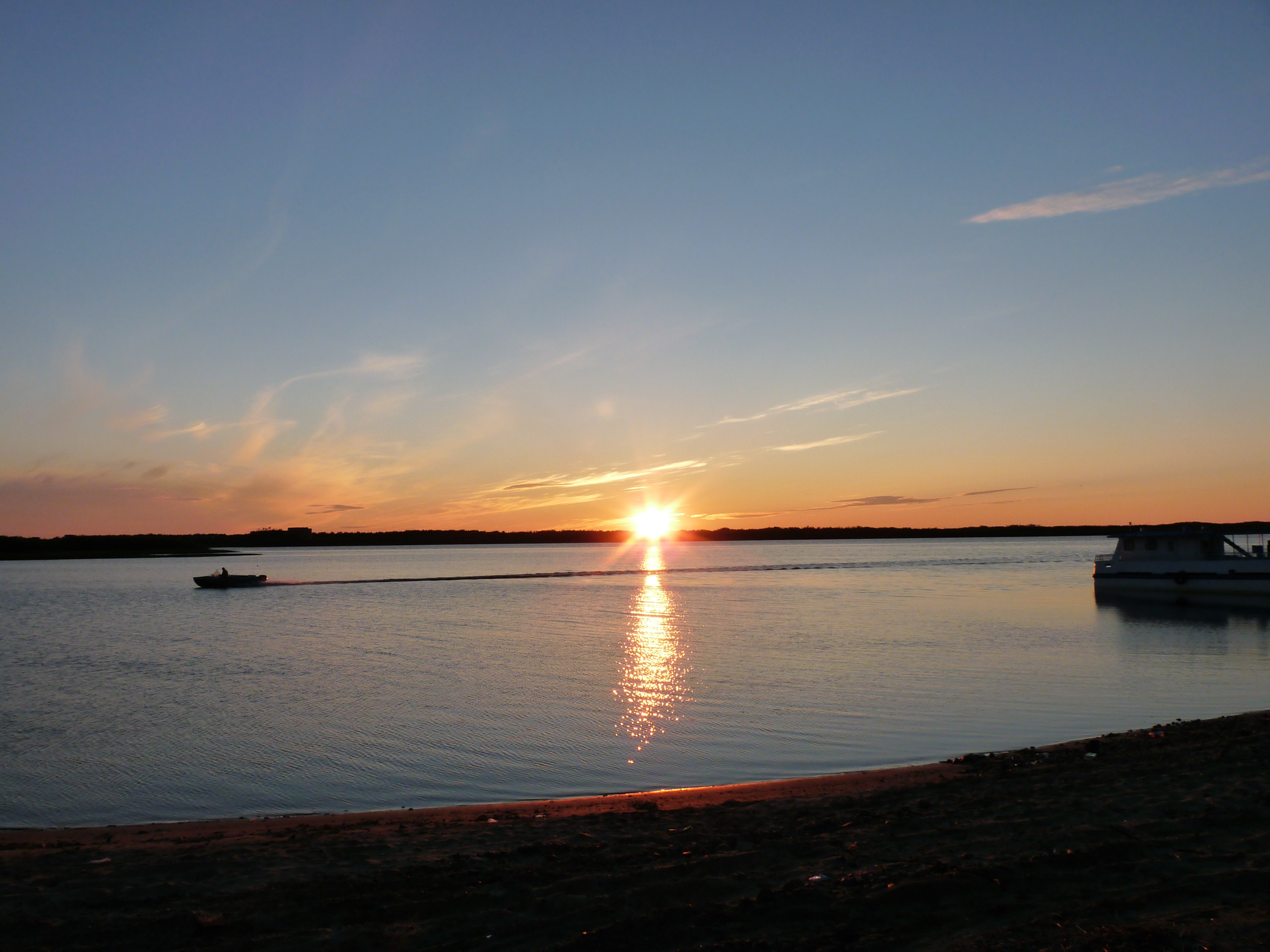
Il fiume Pečora nei pressi della foce.

Il fiume principale che interessa il territorio del circondario autonomo dei Nenec è senza dubbio la Pečora, che vi scorre per il suo tratto terminale; appartengono al suo bacino i due fiumi Sula e Šapkina, che vi tributano direttamente, oltre alla Adz'va, la Kolva e alla Bol'šaja Rogovaja, che tributano al suo affluente Usa.
Il resto del territorio è diviso in numerosi bacini idrografici di minori dimensioni, drenati da fiumi tributari diretti del mare di Barents. Procedendo da ovest ad est, i più rilevanti sono il Vižas, la Oma, la Pëša, la Indiga ad ovest, la Čërnaja, il Moreju, la Korotaicha, il Bol'šoj Oju, la Kara ad est.

### Clima e vegetazione
Il clima del circondario autonomo dei Nenec è molto rigido, data la posizione geografica, con caratteristiche artiche o subartiche (gruppi D ed E della classificazione dei climi di Köppen.
Le temperature sono basse per la maggior parte dell'anno: le medie termiche di gennaio, il mese più freddo, oscillano da −12 °C a −22 °C, mentre quelle di luglio vanno dai 6 °C ai 13 °C. Il clima è abbastanza umido, se comparato ad altre regioni a clima simile; le precipitazioni annue oscillano da 280 a 420 mm, con massimi nelle stagioni più calde.
Il circondario autonomo dei Nenec si trova per la maggior parte del suo territorio nel bioma della tundra artica, caratterizzato da assenza (o estrema scarsità) di vegetazione arborea e prevalenza di cespugli bassi, erbe, muschi. Solo nelle aree meridionali, più interne, dove la temperatura estiva raggiunge e supera i 10 °C, si estendono zone di tundra alberata o taiga (foresta di conifere). Nelle vaste zone di tundra risiedono popolazioni di renne, sia selvatiche che allevate dalla locale popolazione nenec.